# Andrew Ruhemann
Andrew Ruhemann é um produtor cinematográfico britânico. Como reconhecimento, venceu, no Oscar 2011, a categoria de Melhor Animação em Curta-metragem por The Lost Thing.